# Les Aventures d'Igor le chat
 (septembre 2015).
Si vous disposez d'ouvrages ou d'articles de référence ou si vous connaissez des sites web de qualité traitant du thème abordé ici, merci de compléter l'article en donnant les références utiles à sa vérifiabilité et en les liant à la section « Notes et références ».
Les Aventures d'Igor le chat (sous-titré Igor et le Secret des 7 vies) est un roman jeunesse de la luxembourgeoise Mara Montebrusco-Gaspari paru en 2009. Il a pour cadre la ville de Luxembourg et sa forteresse classée au patrimoine mondial de l’UNESCO ainsi que la cité médiévale d’Echternach. Ce livre est recommandé par le ministère de l'Éducation nationale (Luxembourg) pour les classes de lycée de première année secondaire technique[réf. nécessaire]. Une page avec un extrait du livre et la biographie de l'auteur a été intégrée dans le livre scolaire de français Envol édition 2015/2016   (ISBN 978-3037136867) [réf. nécessaire].

## Résumé
La veille de Noël, Igor le chat fantôme traverse le passage qui le relie au monde réel pour rejoindre Sara, la fille de son ancienne maîtresse. Le secret des 7 vies des chats est en danger. Un chat renégat a décidé de le divulguer au pire ennemi de la gent féline, Rator Zybethicus, un rat musqué maléfique. Sara ne mettra pas longtemps à se laisser convaincre par Igor de l’accompagner dans sa quête à travers les chemins et rivières du Luxembourg. Des dangers les guettent tout au long de leur périple mais ils ne seront pas seuls à les affronter, les amis fantômes et vivants d’Igor et de Sara se joindront à eux pour mener à bien cette mission.

## Traductions
Il est traduit en Luxembourgeois (décembre 2011) par Lex Roth, édité par EDD Strapontins Éditions en 2011 et traduit en anglais en 2015 par la journaliste et auteure américano-luxembourgeoise Wendy Winn.